# Dreieck Ohmtal
Dreieck Ohmtal is een knooppunt in aanbouw in de Duitse deelstaat Hessen.
Op dit trompetknooppunt in het rivierdal van de Ohm hier sluit de A49 vanuit Kassel aan op de A5 Hattenbacher Dreieck-Frankfurt am Main.